# Ceraeochrysa infausta
Ceraeochrysa infausta is een insect uit de familie van de gaasvliegen (Chrysopidae), die tot de orde netvleugeligen (Neuroptera) behoort. 
Ceraeochrysa infausta is voor het eerst wetenschappelijk beschreven door Banks in 1946.